# Bahnstrecke Bzowo Goraj–Piła
| |                                                                             |                                                                       |                                                                       |
| Streckennummer: | Nordteil (ehem. durchg.) 374, Südteil 390                                   |                                                                       |                                                                       |
| Kursbuchstrecke: | 115b (Ujście Noteckie (Usch) – Piła Główna (Schneidemühl) 1934) zuletzt 393 |                                                                       |                                                                       |
| Streckenlänge: | 43 km                                                                       |                                                                       |                                                                       |
| Spurweite: | 1435 mm (Normalspur)                                                        |                                                                       |                                                                       |
| Streckengeschwindigkeit: | 40 km/h                                                                     |                                                                       |                                                                       |
| |                                                                             |                                                                       |                                                                       |
| \| \| \| von Drawski Młyn (Dratzigmühle) \| \| \| \| 0,000 \| Bzowo Goraj (Sagen-Goray/1943: Sagen) \| 75 m \| \| \| \| nach und von Rogoźno Wielkopolskie (Rogasen) \| \| \| \| \| Anschluss Steico \| \| \| \| 6,849 \| Czarnków (Czarnikau/1943: Scharnikau (Warthel)) \| 47 m \| \| \| 10,671 \| Osuch (Romanshof-Malzmühle) \| 51 m \| \| \| 17,529 \| Sarbia (Sarben) \| 103 m \| \| \| 21,096 \| Kruszewo Wielkopolskie (Kruszewo/1943: Kruschendorf) \| 102 m \| \| \| 24,508 \| Jabłonowo Wielkopolskie (Jablonowo/1943: Gabelnau) \| 96 m \| \| \| 29,176 \| Mirosław Ujski (Miroslaw/1943: Buschhagen) \| 82 m \| \| \| \| Anschluss WPS \| \| \| \| 31,970 \| Ujście Południowe (ab 1926) \| 55 m \| \| \| \| Anschluss \| \| \| \| 33,00 \| Noteć (Netze; 1920–39 Grenze Polen/Deutsches Reich) \| Noteć (Netze; 1920–39 Grenze Polen/Deutsches Reich) \| \| \| 33,231 \| Ujście Noteckie (Usch) \| 52 m \| \| \| \| Anschluss Hafen an der Gwda (Küddow) \| \| \| \| \| Landesstraße 11 \| \| \| \| \| Ługi Ujskie (Uschhauland) \| 52 m \| \| \| 37,812 \| Motylewo (Küddowtal) \| 54 m \| \| \| \| Landesstraße 11 \| \| \| \| \| Staszyce (Waldschlößchen) \| 57 m \| \| \| \| Anschluss \| \| \| \| \| \| \| \| \| \| von Nakło nad Notecią (Nakel) und Poznań (Posen) \| \| \| \| \| \| \| \| \| \| von Złotów (Flatow; Preußische Ostbahn) \| \| \| \| 43,087 \| Piła Główna (Inselbahnhof; Schneidemühl) \| 60 m \| \| \| \| nach Szczecinek (Neustettin), Wałcz (Deutsch Krone) und Krzyż (Kreuz) \| \| |                                                                             |                                                                       |                                                                       |
| Strecke (außer Betrieb) |                                                                             | von Drawski Młyn (Dratzigmühle)                                       | von Drawski Młyn (Dratzigmühle)                                       |
| Betriebs-/Güterbahnhof Strecke bis hier außer Betrieb | 0,000                                                                       | Bzowo Goraj (Sagen-Goray/1943: Sagen)                                 | 75 m                                                                  |
| Abzweig geradeaus, nach rechts und ehemals von rechts |                                                                             | nach und von Rogoźno Wielkopolskie (Rogasen)                          | nach und von Rogoźno Wielkopolskie (Rogasen)                          |
| Abzweig geradeaus und von links |                                                                             | Anschluss Steico                                                      | Anschluss Steico                                                      |
| Betriebs-/Güterbahnhof Strecke ab hier außer Betrieb | 6,849                                                                       | Czarnków (Czarnikau/1943: Scharnikau (Warthel))                       | 47 m                                                                  |
| Haltepunkt / Haltestelle (Strecke außer Betrieb) | 10,671                                                                      | Osuch (Romanshof-Malzmühle)                                           | 51 m                                                                  |
| Bahnhof (Strecke außer Betrieb) | 17,529                                                                      | Sarbia (Sarben)                                                       | 103 m                                                                 |
| Bahnhof (Strecke außer Betrieb) | 21,096                                                                      | Kruszewo Wielkopolskie (Kruszewo/1943: Kruschendorf)                  | 102 m                                                                 |
| Bahnhof (Strecke außer Betrieb) | 24,508                                                                      | Jabłonowo Wielkopolskie (Jablonowo/1943: Gabelnau)                    | 96 m                                                                  |
| Bahnhof (Strecke außer Betrieb) | 29,176                                                                      | Mirosław Ujski (Miroslaw/1943: Buschhagen)                            | 82 m                                                                  |
| Abzweig ehemals geradeaus und von links |                                                                             | Anschluss WPS                                                         | Anschluss WPS                                                         |
| ehemaliger Bahnhof | 31,970                                                                      | Ujście Południowe (ab 1926)                                           | 55 m                                                                  |
| Abzweig geradeaus und nach rechts |                                                                             | Anschluss                                                             | Anschluss                                                             |
| Grenze auf Brücke über Wasserlauf | 33,00                                                                       | Noteć (Netze; 1920–39 Grenze Polen/Deutsches Reich)                   | Noteć (Netze; 1920–39 Grenze Polen/Deutsches Reich)                   |
| ehemaliger Bahnhof | 33,231                                                                      | Ujście Noteckie (Usch)                                                | 52 m                                                                  |
| Abzweig geradeaus und von rechts |                                                                             | Anschluss Hafen an der Gwda (Küddow)                                  | Anschluss Hafen an der Gwda (Küddow)                                  |
| Bahnübergang |                                                                             | Landesstraße 11                                                       | Landesstraße 11                                                       |
| ehemaliger Haltepunkt / Haltestelle |                                                                             | Ługi Ujskie (Uschhauland)                                             | 52 m                                                                  |
| ehemaliger Haltepunkt / Haltestelle | 37,812                                                                      | Motylewo (Küddowtal)                                                  | 54 m                                                                  |
| Bahnübergang |                                                                             | Landesstraße 11                                                       | Landesstraße 11                                                       |
| ehemaliger Haltepunkt / Haltestelle |                                                                             | Staszyce (Waldschlößchen)                                             | 57 m                                                                  |
| Abzweig geradeaus und von rechts |                                                                             | Anschluss                                                             | Anschluss                                                             |
| Verschwenkung von rechts |                                                                             |                                                                       |                                                                       |
| Strecke von rechts · Strecke |                                                                             | von Nakło nad Notecią (Nakel) und Poznań (Posen)                      | von Nakło nad Notecią (Nakel) und Poznań (Posen)                      |
| Abzweig geradeaus und nach links · Abzweig geradeaus und von rechts |                                                                             |                                                                       |                                                                       |
| Abzweig geradeaus und von rechts · Strecke |                                                                             | von Złotów (Flatow; Preußische Ostbahn)                               | von Złotów (Flatow; Preußische Ostbahn)                               |
| Bahnhof · Bahnhof | 43,087                                                                      | Piła Główna (Inselbahnhof; Schneidemühl)                              | 60 m                                                                  |
| Verschwenkung von links und von rechts |                                                                             | nach Szczecinek (Neustettin), Wałcz (Deutsch Krone) und Krzyż (Kreuz) | nach Szczecinek (Neustettin), Wałcz (Deutsch Krone) und Krzyż (Kreuz) |

Die Bahnstrecke Bzowo Goraj–Piła (Sagen-Goray–Schneidemühl) ist eine teilweise nur noch im Güterverkehr betriebene, teilweise stillgelegte Eisenbahnstrecke in der polnischen Woiwodschaft Großpolen.

## Verlauf
Die Strecke zweigt am Bahnhof Bzowo Goraj (Sagen-Goray/Sagen) von der Bahnstrecke Inowrocław–Drawski Młyn (Nr. 206) ab und wird bis zum Bahnhof der Kreisstadt Czarnków (Czarnikau/Scharnikau; km 6,849) noch im Güterverkehr betrieben, im weiteren Verlauf nordostwärts bis Mirosław Ujski (Miroslaw/Buschhagen; km 29,176) ist sie stillgelegt, von dort über den Hafen an der Gwda (Küddow) bei Ujście Noteckie (Usch; km 33,231) bis zum Knotenpunkt Piła Główna (Schneidemühl; km 43,087), der unter anderem an der früheren Königlich Preußischen Ostbahn liegt, wird sie nur noch im Güterverkehr betrieben.
Die Höchstgeschwindigkeit beträgt auf dem Abschnitt Bzowo Goraj–Czarnków, der mittlerweile die Nummer 390 trägt, zwanzig bis dreißig Kilometer pro Stunde, wobei nur der Personenverkehr, der momentan allerdings regulär nicht existiert, ein kleines Stück bis zum Kilometerpunkt 0,769 dreißig fahren darf, auf dem Abschnitt Mirosław Ujski–Piła beträgt die Höchstgeschwindigkeit für alle Zugarten vierzig Kilometer pro Stunde.

## Geschichte
Der erste Abschnitt der Nebenbahn, Sagen-Goray–Czarnkau, wurde von den Preußischen Staatseisenbahnen im April 1897 eröffnet. Der mittlere Abschnitt, Czarnkau–Jablonowo, wurde im Oktober 1912 für den Güterverkehr eröffnet, im Juni 1913 zusammen mit dem letzten Abschnitt, Jablonowo–Schneidemühl, auch im Personenverkehr.
Der Sommerfahrplan 1914 sah vier durchgehende Zugpaare, meist aus Kreuz kommend, vor. Weiterhin sah er zwei Triebwagenzugpaare Usch–Schneidemühl und einen Einzelzug Sagen-Goray–Czarnkau vor.
Nach dem Ersten Weltkrieg kam die Strecke südlich der Netze zu Polen, der Verkehr über diese eingestellt. 1936 verkehrten drei Züge pro Tag Richtung Usch, zwei Richtung Schneidemühl. Nach der deutschen Besetzung Polens wurde er wieder aufgenommen, aber zu Kriegsende wieder eingestellt. Nachdem die Strecke komplett zu Polen gekommen war, wurde er wiederaufgenommen.
1989 wurde der Personenverkehr Czarnków–Piła von den Polnischen Staatseisenbahnen eingestellt, der auf dem Restabschnitt im Oktober 1993. Zwischen Mirosław und Czarnków wurde in Folge auch der Güterverkehr eingestellt.